# Michelle Akers
Michelle Anne Akers (født 1. februar 1966) er en amerikansk tidligere professionel fodboldspiller, der på flere lister er regnet som en af de bedste kvindelige spillere gennem tiderne. Hun spillede 153 kampe for USA gennem femten år og var med til at vinde VM to gange samt OL-guldmedalje. Individuelt blev hun udnævnt til bedste kvindelige fodboldspiller i det 20. århundrede (sammen med kinesiske Sun Wen), og hun er optaget i den amerikanske National Soccer Hall of Fame.

## Aktiv karriere
Akers spillede fodbold, mens hun gik i college på University of Central Florida, og her blev hun fire gange kåret som USA's bedste spiller. I 1988 vandt hun Hermann Trophy som USA's bedste kvindelige fodboldspiller, og er alle tiders mest scorende collegespiller i USA.

### Landshold
Hun kom på det amerikanske landshold, da det spillede sin allerførste kamp i 1985 mod Italien og tabte 0-1, og i holdets anden kamp, få dage senere, scorede hun sit og USA's første mål i en 2-2-kamp mod Danmark. Hun scorede i alt 15 mål i 24 landskampe frem til 1990, inden hun i 1991 scorede hele 39 mål i 26 landskampe. Dette inkluderede ti mål under den første officielle VM-slutrunde for kvinder i 1991 i Kina, hvor amerikanerne blev verdensmestre. Akers scorede blandt andet begge målene i finalen, hvor USA sejrede 2-1 over Norge. Hun vandt den gyldne støvle ved turneringen denne turnering.
I 1994 blev hun diagnosticeret med kronisk træthedssyndrom, men fortsatte med at spille på landsholdet; hun, som oprindeligt var angriber, kom derpå efterhånden til at spille længere tilbage på banen.
Hun var fortsat med, da fodbold for kvinder første gang var på programmet ved OL 1996 i Atlanta. USA var i pulje med Danmark, Sverige og Kina, og det blev til sejre over de to skandinaviske hold og uafgjort mod Kina. I semifinalen vandt holdet over de seneste verdensmestre Norge 2-1 efter golden goal, inden finalen blev en gentagelse af gruppekampen mod Kina. Her lykkedes det amerikanerne at sejre 2-1, og de blev dermed de første OL-guldvindere i historien med Kina som sølv- og Norge som bronzevindere.
Akers var også med til at vinde guld ved Goodwill Games i 1998 samt med til at genvinde VM-guldet i 1999. Hun spillede sin sidste landskamp året efter, kort inden OL 2000 i Sydney. I sine 153 landskampe scorede hun 107 mål, hvilket gør hende til næstmest scorende amerikanske kvinde (efter Mia Hamm). Sammen med Hamm kom hun i 2004 med på FIFA 100, en liste over verdens 125 bedste fodboldspillere.

## Videre karriere
Akers har bosat sig i nærheden af Atlanta på en gård, hvor hun tog sig af vanrøgtede heste.